# Campeonato Italiano de Rugby 1947-48
El Campeonato de Rugby de Italia de 1947-48 fue la decimoctava edición de la primera división del rugby de Italia.

## Sistema de disputa
El torneo se disputó en formato liga en donde cada equipo enfrentaba a cada uno de sus rivales en condición de local y de visitante.
El equipo que al finalizar el campeonato se ubique en la primera posición se corona campeón del torneo.

## Desarrollo
- Tabla de posiciones:[1]

| Pos. | Equipo            | Encuentros | Encuentros | Encuentros | Encuentros | Tantos | Tantos | Tantos | Puntos |
| Pos. | Equipo            | PJ         | PG         | PE         | PP         | F      | C      | Dif    | Puntos |
| ---- | ----------------- | ---------- | ---------- | ---------- | ---------- | ------ | ------ | ------ | ------ |
| 1.º  | Rugby Roma        | 18         | 15         | 1          | 2          | 164    | 64     | +103   | 31     |
| 2.º  | Rovigo            | 18         | 13         | 0          | 5          | 170    | 62     | +108   | 26     |
| 3.º  | Amatori Milano    | 18         | 12         | 1          | 5          | 244    | 76     | +168   | 25     |
| 4.º  | Rugby Parma       | 18         | 10         | 2          | 6          | 119    | 108    | +11    | 22     |
| 5.º  | A.S. Rugby Milano | 18         | 9          | 2          | 7          | 104    | 104    | 0      | 20     |
| 6.º  | Ginnastica Torino | 18         | 7          | 1          | 10         | 98     | 83     | +15    | 15     |
| 7.º  | Giovinezza        | 18         | 5          | 3          | 10         | 113    | 170    | -53    | 12     |
| 8.º  | Napoli            | 18         | 5          | 2          | 11         | 80     | 216    | -136   | 11     |
| 9.º  | Rugby Bologna     | 18         | 4          | 2          | 12         | 81     | 151    | -170   | 8      |
| 10.º | Genova            | 18         | 3          | 0          | 15         | 81     | 223    | -142   | 6      |

|  | Campeón.  |
|  | Descenso. |

### Campeón
| Bandera de Italia  |
| Campeón Rugby Roma |
| Tercer título      |